# Соркин, Арлин
Арлин Соркин (англ. Arleen Sorkin; 14 октября 1955, Вашингтон — 24 августа 2023, Лос-Анджелес, Калифорния) — американская актриса, сценаристка, телеведущая и комик. Наиболее известна благодаря роли Каллиопы Джонс Брэдфорт в мыльной опере «Дни нашей жизни», а также озвучиванию суперзлодейки Харли Квинн в мультсериале «Бэтмен», а также в сиквеле «Новые приключения Бэтмена».

## Биография
Соркин начала свою карьеру в конце 1970-х — начале 1980-х годов в качестве участницы комедийной группы «Женщины на высоких каблуках» (её коллегами были Мария Фулхем, Трейси Берг и Кассандра Данс). В 1984—2010 годах она исполняла роль Каллиопы Джонс в сериале «Дни нашей жизни». В 1990 году она стала ведущей комедийного телешоу America’s Funniest People. В 1992 году Соркин была уволена из шоу продюсером и режиссёром Вин Ди Боной. После этого она подала иск против Ди Боны, утверждая, что она была уволена из шоу из-за её расы. Соркин хотела получить $ 450,000 моральной компенсации, а также компенсации за травмы, полученные во время съемок телешоу.
Соркин наиболее известна благодаря озвучке Харли Квинн, напарницы и подружки суперзлодея Джокера. Пол Дини, друг Соркин, который создал образ Харли для мультсериала «Бэтмен», сказал в интервью, что придумывал её, ориентируясь на характер Арлин. Также Соркин озвучивала её мультсериалах: «Новые приключения Бэтмена», «Статический шок», и «Лига Справедливости», а также в полнометражных мультфильмах и играх.

## Личная жизнь и смерть
Соркин вышла замуж за телевизионного сценариста и продюсера Кристофера Ллойда в 1995 году, от которого у неё родилось двое сыновей, Эли и Оуэн.
Умерла 24 августа 2023 года в возрасте 67 лет от рассеянного склероза.

## Фильмография
| Год       |    | Русское название                         | Оригинальное название                     | Роль                                |
| --------- | -- | ---------------------------------------- | ----------------------------------------- | ----------------------------------- |
| 1982      | с  | Субботним вечером в прямом эфире         | Saturday Night Live                       | женщина в меховом пальто            |
| 1983      | ф  | Поменяться местами                       | Trading Places                            | женщина на вечеринке                |
| 1984—2010 | с  | Дни нашей жизни                          | Days of our Lives                         | Каллиопа Джонс                      |
| 1985      | тф | —                                        | From Here to Maternity                    | Джуди                               |
| 1986      | ф  | Случайная работа                         | Odd Jobs                                  | официантка                          |
| 1987      | с  | Детектив Майк Хаммер                     | Mike Hammer                               | Трейси Баскин                       |
| 1987—1989 | с  | Дуэт                                     | Duet                                      | Женева                              |
| 1989      | с  | —                                        | Open House                                | Женева                              |
| 1990      | с  | Как в кино                               | Dream On                                  | Донна ди Анджело                    |
| 1990      | с  | —                                        | Room for Romance                          | н/д                                 |
| 1990—1992 | с  | —                                        | America’s Funniest People                 | ведущая                             |
| 1991      | ф  | Оскар                                    | Oscar                                     | маникюрша Вендетти                  |
| 1991      | мс | Тасманский дьявол                        | Taz-Mania                                 | Вероника                            |
| 1991      | ф  | Тед и Венера                             | Ted & Venus                               | Марша                               |
| 1992      | ф  | Хорошенький мужчина                      | I Don’t Buy Kisses Anymore                | Моника                              |
| 1992—1994 | мс | Бэтмен                                   | Batman: The Animated Series               | Харли Квинн                         |
| 1993      | тф | Перри Мейсон: Дело о смертельном поцелуе | Perry Mason: The Case of the Killer Kiss  | Пег Ферман                          |
| 1993      | мф | Бэтмен: Маска Фантазма                   | Batman: Mask of the Phantasm              | мисс Бемби                          |
| 1995      | ки | —                                        | The Adventures of Batman & Robin          | Харли Квинн                         |
| 1997      | мс | Супермен                                 | Superman                                  | Харли Квинн                         |
| 1997      | мф | Бэтмен и Супермен                        | The Batman Superman Movie: World’s Finest | доктор Харлин Квинзел / Харли Квинн |
| 1997—1999 | мс | Новые приключения Бэтмена                | The New Batman Adventures                 | Харли Квинн                         |
| 2000      | мф | Бэтмен будущего: Возвращение Джокера     | Batman Beyond: Return of the Joker        | Харли Квинн                         |
| 2000—2002 | мс | Готэмские девчонки                       | Gotham Girls                              | доктор Харлин Квинзел / Харли Квинн |
| 2001      | ки | —                                        | Batman: Vengeance                         | Харли Квинн                         |
| 2003      | мс | Статический шок                          | Static Shock                              | Харли Квинн                         |
| 2003      | мс | Лига справедливости                      | Jastice League                            | Харли Квинн                         |
| 2004      | в  | Книга комиксов                           | Comic Book: The Movie                     | мисс Кью                            |
| 2004      | с  | Фрейзер                                  | Frasier                                   | Рейчел                              |
| 2009      | ки | —                                        | Batman: Arkham Asylum                     | Харли Квинн                         |
| 2011      | ки | —                                        | DC Universe Online                        | Харли Квинн                         |
| 2012      | ки | —                                        | DC Universe Online: The Last Laugh        | Харли Квинн                         |